# Tsuyoshi Kohsaka
Tsuyoshi "TK" Kohsaka (高阪 剛, Kōsaka Tsuyoshi, Kusatsu, 6 de março de 1970) é um ex-lutador japonês de Artes Marciais Mistas.
Derrotou Fedor Emelianenko, de forma muito controversa, após o japonês desferir uma cotovelada, golpe que é ilegal nas regras do evento. Kohsaka foi declarado vencedor por nocaute técnico. Mas na revanche, o russo conseguiu a vitória.